# Spaksjön
Spaksjön är en sjö i Falu kommun i Dalarna och ingår i Testeboåns huvudavrinningsområde. Sjön är 14,5 meter djup, har en yta på 2,81 kvadratkilometer och befinner sig 324 meter över havet. Sjön avvattnas av vattendraget Timsån.

## Delavrinningsområde
Spaksjön ingår i det delavrinningsområde (676049-151520) som SMHI kallar för Utloppet av Spaksjön. Medelhöjden är 350 meter över havet och ytan är 16,24 kvadratkilometer. Det finns inga avrinningsområden uppströms utan avrinningsområdet är högsta punkten. Timsån som avvattnar avrinningsområdet har biflödesordning 3, vilket innebär att vattnet flödar genom totalt 3 vattendrag innan det når havet efter 96 kilometer. Avrinningsområdet består mestadels av skog (75 procent). Avrinningsområdet har 2,82 kvadratkilometer vattenytor vilket ger det en sjöprocent på 17,4 procent.